# Provinzialische Narzisse
Die Provinzialische Narzisse (Narcissus provincialis) ist eine Pflanzenart aus der Gattung der Narzissen (Narcissus) in der Familie der Amaryllisgewächse (Amaryllidaceae).

## Beschreibung
Die Provinzialische Narzisse ist eine kleine, gelbe Trompetennarzisse. Sie besitzt große Ähnlichkeit zu Narcissus minor, unterscheidet sich jedoch von dieser durch schmälere Laubblätter und breitere Blütenhüllblätter der Hauptkrone.
Ihre Blütezeit reicht von April bis Mai.

## Verbreitungsgebiet
Der einzig bekannte Naturstandort befindet sich in der Nähe von Grasse in der Provence. Sie wächst dort in Höhenlagen bis zu 2000 m.